# فيليبو ماريا فيسكونتي

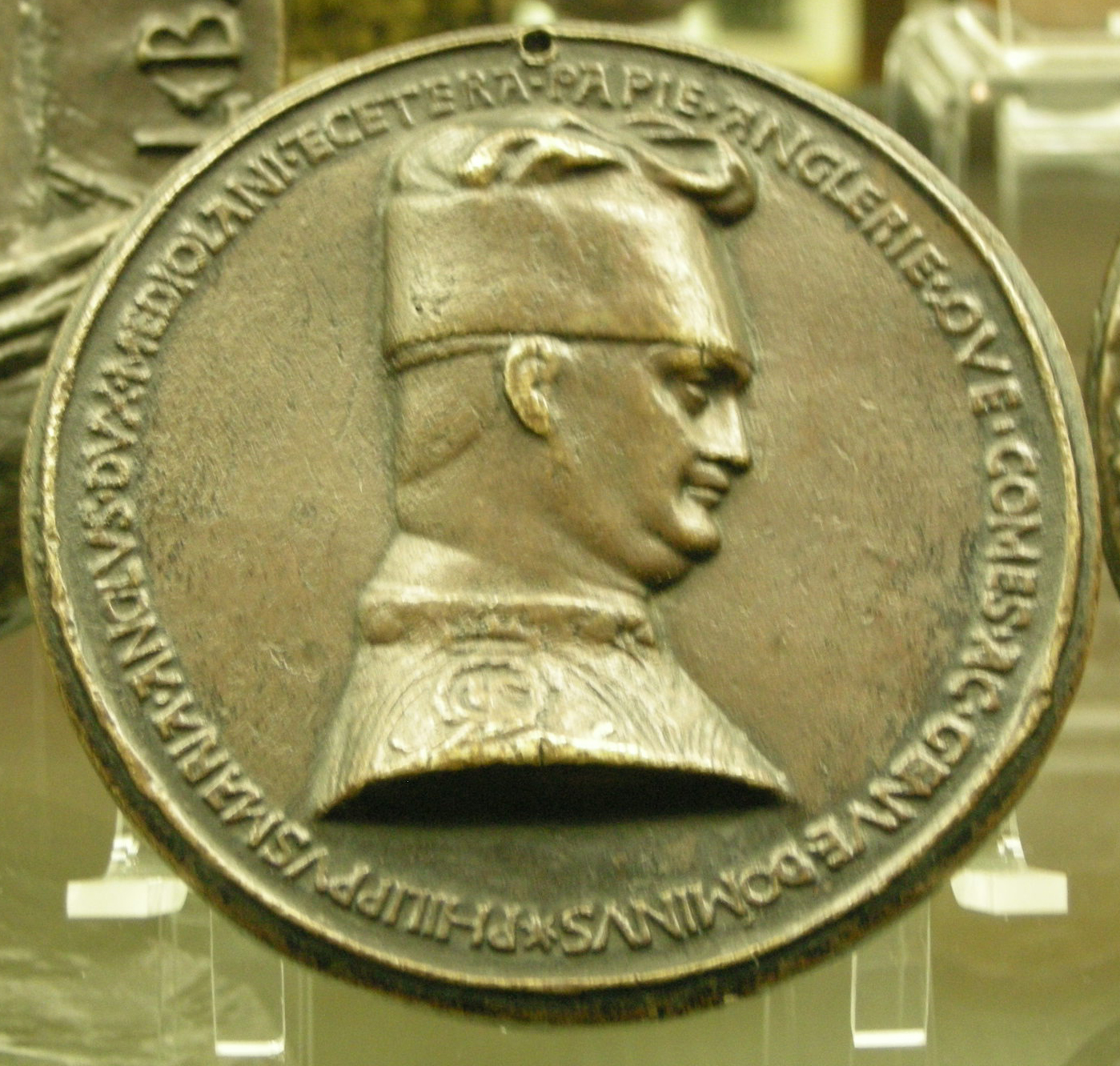
Filippo Maria Visconti su una medaglia di بيزانيلو

فيليبو ماريا فيسكونتي (23 سبتمبر 1392 - 13 أغسطس 1447) آخر دوق فيسكونتي حكم دوقية ميلانو.